# Okręg wyborczy nr 14 do Senatu Rzeczypospolitej Polskiej (2001–2011)
Okręg wyborczy nr 14 do Senatu Rzeczypospolitej Polskiej obejmował w latach 2001–2011 obszar miasta na prawach powiatu Tarnowa oraz powiatów bocheńskiego, brzeskiego, dąbrowskiego, proszowickiego, tarnowskiego i wielickiego (województwo małopolskie). Wybierano w nim 2 senatorów na zasadzie większości względnej.
Powstał w 2001, jego obszar należał wcześniej do okręgów obejmujących województwo tarnowskie oraz części województw kieleckiego i krakowskiego. Zniesiony został w 2011, na jego obszarze utworzono nowe okręgi nr 34 i 35.
Siedzibą okręgowej komisji wyborczej był Tarnów.

## Reprezentanci okręgu
| Rok  | Senator komitet wyborczy                 | Senator komitet wyborczy                 | Senator komitet wyborczy                 | Senator komitet wyborczy                                        |
| ---- | ---------------------------------------- | ---------------------------------------- | ---------------------------------------- | --------------------------------------------------------------- |
| 2001 |                                          | Józef Sztorc Polskie Stronnictwo Ludowe  |                                          | Mieczysław Mietła KKW Sojusz Lewicy Demokratycznej – Unia Pracy |
| 2005 |                                          | Kazimierz Wiatr Prawo i Sprawiedliwość   |                                          | Urszula Gacek Platforma Obywatelska RP                          |
| 2007 |                                          | Kazimierz Wiatr Prawo i Sprawiedliwość   | Maciej Klima Prawo i Sprawiedliwość      |                                                                 |
| 2011 | okręg zniesiony, patrz okręgi nr 34 i 35 | okręg zniesiony, patrz okręgi nr 34 i 35 | okręg zniesiony, patrz okręgi nr 34 i 35 | okręg zniesiony, patrz okręgi nr 34 i 35                        |

## Wyniki wyborów
Symbolem „●” oznaczono senatorów ubiegających się o reelekcję.

### Wybory parlamentarne 2001
| Kandydat                                              | Kandydat            | Komitet wyborczy                                     | Głosów |
| ----------------------------------------------------- | ------------------- | ---------------------------------------------------- | ------ |
|                                                       | Józef Sztorc●       | Polskie Stronnictwo Ludowe                           | 55 846 |
|                                                       | Mieczysław Mietła   | KKW Sojusz Lewicy Demokratycznej – Unia Pracy        | 47 720 |
|                                                       | Marek Ciesielczyk   | KWW PRZECIW KORUPCJI                                 | 43 857 |
|                                                       | Ryszard Pagacz      | Polskie Stronnictwo Ludowe                           | 41 225 |
|                                                       | Tadeusz Salwa       | KKW Sojusz Lewicy Demokratycznej – Unia Pracy        | 40 185 |
|                                                       | Stanisław Kracik    | KWW Blok Senat 2001                                  | 34 527 |
|                                                       | Stanisław Ablewicz  | KWW „Pomoc Potrzebującym”                            | 30 967 |
|                                                       | Andrzej Sikora      | KWW Blok Senat 2001                                  | 30 059 |
|                                                       | Czesław Kwaśniak    | KWW Kandydata na Senatora RP Czesława Kwaśniaka      | 22 429 |
|                                                       | Michał Wojtkiewicz  | KWW Michała Wojtkiewicza                             | 17 344 |
|                                                       | Kazimiera Lechowicz | Konserwatywno-Liberalna Partia Unia Polityki Realnej | 16 829 |
| Frekwencja: 46,58% Źródło: Państwowa Komisja Wyborcza |                     |                                                      |        |

*Andrzej Sikora reprezentował w Senacie IV kadencji (1997–2001) województwo tarnowskie.

### Wybory parlamentarne 2005
| Kandydat                                              | Kandydat           | Komitet wyborczy                                                   | Głosów |
| ----------------------------------------------------- | ------------------ | ------------------------------------------------------------------ | ------ |
|                                                       | Kazimierz Wiatr    | Prawo i Sprawiedliwość                                             | 81 911 |
|                                                       | Urszula Gacek      | Platforma Obywatelska RP                                           | 51 333 |
|                                                       | Wojciech Grzeszek  | Liga Polskich Rodzin                                               | 40 239 |
|                                                       | Józef Sztorc●      | Ludowy KWW Józefa Sztorca                                          | 29 749 |
|                                                       | Andrzej Sztorc     | Polskie Stronnictwo Ludowe                                         | 29 221 |
|                                                       | Mieczysław Mietła● | Sojusz Lewicy Demokratycznej                                       | 20 714 |
|                                                       | Józef Szambelan    | Samoobrona Rzeczpospolitej Polskiej                                | 18 021 |
|                                                       | Roman Ciepiela     | KWW Wspólnota Małopolska — Senat 2005                              | 16 464 |
|                                                       | Waldemar Pajek     | Samoobrona Rzeczpospolitej Polskiej                                | 16 071 |
|                                                       | Paweł Augustyn     | Dom Ojczysty                                                       | 13 964 |
|                                                       | Mariusz Grabowski  | Stronnictwo Porozumienie Polskie                                   | 13 739 |
|                                                       | Jerzy Pantera      | Partia Demokratyczna – demokraci.pl                                | 11 087 |
|                                                       | Józef Jedynak      | KWW „Wygrajmy przyszłość” kandydata na senatora RP Józefa Jedynaka | 9033   |
|                                                       | Adam Biedroń       | KWW – Ogólnopolska Koalicja Obywatelska                            | 8552   |
|                                                       | Lidia Jaźwińska    | KWW – Ogólnopolska Koalicja Obywatelska                            | 5693   |
|                                                       | Zdzisław Sumara    | KWW Osoba-Rodzina-Naród                                            | 4133   |
| Frekwencja: 42,75% Źródło: Państwowa Komisja Wyborcza |                    |                                                                    |        |

### Wybory parlamentarne 2007
| Kandydat                                              | Kandydat            | Komitet wyborczy                      | Głosów  |
| ----------------------------------------------------- | ------------------- | ------------------------------------- | ------- |
|                                                       | Maciej Klima        | Prawo i Sprawiedliwość                | 104 393 |
|                                                       | Kazimierz Wiatr●    | Prawo i Sprawiedliwość                | 101 918 |
|                                                       | Urszula Gacek●      | Platforma Obywatelska RP              | 75 085  |
|                                                       | Bernard Karasiewicz | Platforma Obywatelska RP              | 62 907  |
|                                                       | Barbara Gacek       | Polskie Stronnictwo Ludowe            | 36 175  |
|                                                       | Ludwik Węgrzyn      | Polskie Stronnictwo Ludowe            | 32 831  |
|                                                       | Marek Ciesielczyk   | KWW Przeciw Korupcji                  | 28 745  |
|                                                       | Tomasz Początek     | KKW Lewica i Demokraci SLD+SDPL+PD+UP | 27 389  |
| Frekwencja: 52,26% Źródło: Państwowa Komisja Wyborcza |                     |                                       |         |